# Kataluna Esperantisto
Kataluna esperantisto (у пер. з есп. Каталонський есперантист) — газета мовою есперанто та каталонською, офіційне видання Каталонської есперанто асоціації. Засноване в 1910 році.
Періодичність видання: 4 рази на рік. Містить 20 сторінок формату А4.  